# Zeta Horologii
Zeta Horologii (14 Horologii) é uma estrela na direção da constelação de Horologium. Possui uma ascensão reta de 02h 40m 39.58s e uma declinação de −54° 32′ 59.7″. Sua magnitude aparente é igual a 5.21. Considerando sua distância de 159 anos-luz em relação à Terra, sua magnitude absoluta é igual a 1.77. Pertence à classe espectral F4IV.